# Чжэньпин (Анькан)
Чжэньпи́н (кит. упр. 镇坪, пиньинь Zhènpíng) — уезд городского округа Анькан провинции Шэньси (КНР). Название означает «подавлять Пин» и связано с тем, что когда-то в горном ущелье Пин стоял сторожевой пост.

## История
Исторически эти места входили в состав уезда Пинли. При империи Мин в 1513 году в горном ущелье Пин на стыке провинций Шэньси, Хубэй и Сычуань был создан сторожевой пост, вскоре ликвидированный; он назывался «Чжэньпин».
При империи Цин в 1783 году здесь был создан Чжэньпинский караул (镇坪巡检司). В 1824 году он был поднят в статусе до подуезда (镇坪抚民分县).
После Синьхайской революции местные жители в 1913 году обратились к властям с просьбой о выделении этих мест в отдельный уезд. Просьба была поддержана губернатором провинции, и в 1920 году юго-восточная часть уезда Пинли была выделена в отдельный уезд Чжэньпин.
В 1951 году был создан Специальный район Анькан (安康专区), и уезд вошёл в его состав. В 1958 году уезд Чжэньпин был присоединён к уезду Пинли, но в 1962 году воссоздан. В 1968 году Специальный район Анькан был переименован в Округ Анькан (安康地区).
В 2000 году были расформированы округ Анькан и город Анькан и образован городской округ Анькан.

## Административное деление
Уезд делится на 7 посёлков.

## Транспорт
В декабре 2023 года была введена в эксплуатацию 49-километровая скоростная автомагистраль Чжэньпин — Уси, соединившая провинцию Шэньси с городом Чунцин.